# 何官屯镇
何官屯镇，是中华人民共和国贵州省毕节市七星关区下辖的一个乡镇级行政单位。

## 行政区划
何官屯镇下辖以下地区：
官屯村、关口村、坝口村、大鱼洞村、龙滩村、猫猫洞村、阿哪寨村、大坪子村、新华村、大坝村、羊塘村、利民村、柳家村、龙官村、龙汉村、红丰村、唐官村、白果村和后箐村。